# بريسات
بريسات هي قرية لبنانية من قرى قضاء بشري في محافظة الشمال.